# Voio (municipio)
Voio (griego: Βόιο) es un municipio de la República Helénica perteneciente a la unidad periférica de Kozani de la periferia de Macedonia Occidental. Recibe su nombre de la cadena montañosa homónima.
El municipio se formó en 2011 mediante la fusión de los antiguos municipios de Askio, Neápoli, Pentálofos, Siátista (la actual capital municipal) y Tsotyli, que pasaron a ser unidades municipales. El municipio tiene un área de 1007,629 km².
En 2011 el municipio tiene 18 386 habitantes. La unidad municipal más poblada es Siátista, con 6247 habitantes.
Se ubica al oeste de Kozani y al sur de Kastoriá.